# Флин-Флон
Флин-Флон (англ. Flin Flon) — город в Канаде, расположен на территории сразу двух провинций страны — Манитобы и Саскачевана. Из 5836 жителей города (2006) 5594 человека проживают в Манитобе и лишь 242 — на территории Саскачевана.

## География
Находится в озерном крае, возле озера Аттитти.

## История
Поселение было основано в 1927 году компанией Hudson Bay Mining and Smelting, после того как были разведаны большие запасы меди и цинка. Во времена Великой депрессии цены на сельскохозяйственную продукцию упали на 40-60 %, и многие фермеры Великих равнин прибыли на добычу полезных ископаемых, покинув свои хозяйства, тем самым увеличили население поселения. В 1970 году Флин-Флон получил статус города. В 1975 году население города достигало 9,6 тыс. жителей.
В настоящее время город связан дорогой и железной дорогой с другими частями страны. К юго-востоку от Флин-Флона расположен небольшой аэропорт. Кроме добычи металлов, в городе имеются предприятия цветной металлургии.

## Климат
Климат в городе резко континентальный, среднемесячные температуры колеблются от −21 °С в январе до +18 °C в июле (среднегодовая — около 0 °C). В год выпадает 471 мм осадков, зимой — в виде снега (141 мм), летом в виде дождя (339 мм).

## Известные личности
- Во Флин-Флоне родился известный хоккеист Бобби Кларк.
- Во Флин-Флоне родился сценарист, продюсер и кинорежиссёр Роджер Эвери.

## Интересные факты
- Название город получил в честь Джозайи Флинтабати Флонатина — персонажа романа английского писателя Дж. Э. Престона Маддока «Город без Солнца»; в романе этот персонаж исследует на подводной лодке глубины бездонного озера и обнаруживает туннель, выложенный золотом. Сокращённым именем персонажа изыскатель Том Крейтон назвал медную жилу с чрезвычайно богатым содержанием металла, обнаруженную им недалеко от озера. В дальнейшем название месторождения перешло и на возникшее вокруг него поселение.

## Галерея

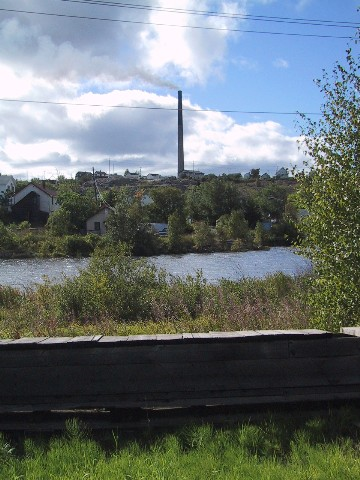
Вид на Флин-Флон
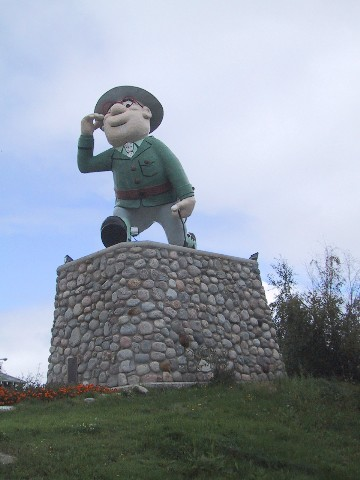
Памятник Флинтабати Флонатину
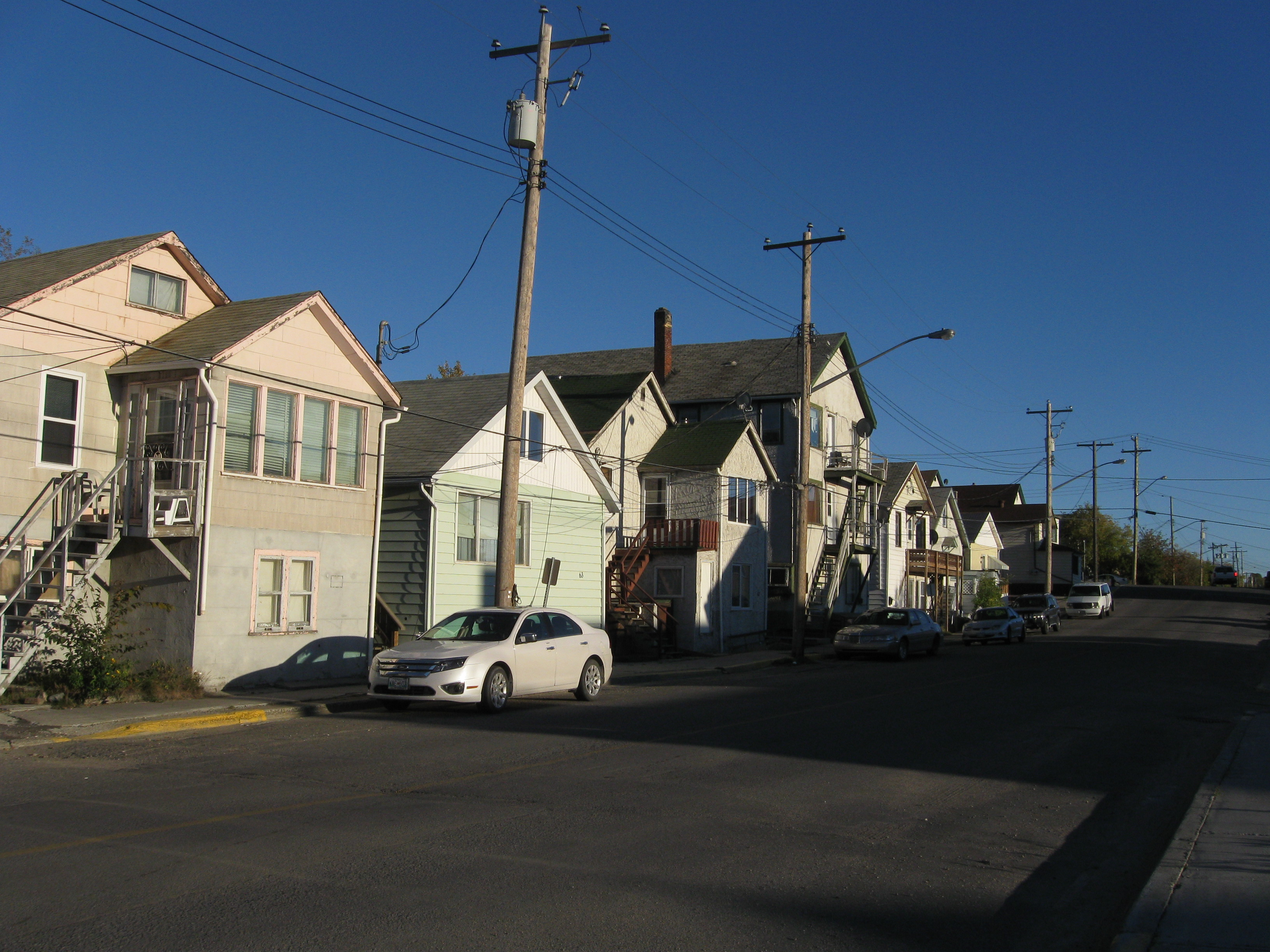
Типичная улица Флин-Флона